# Kávéspecialitások listája

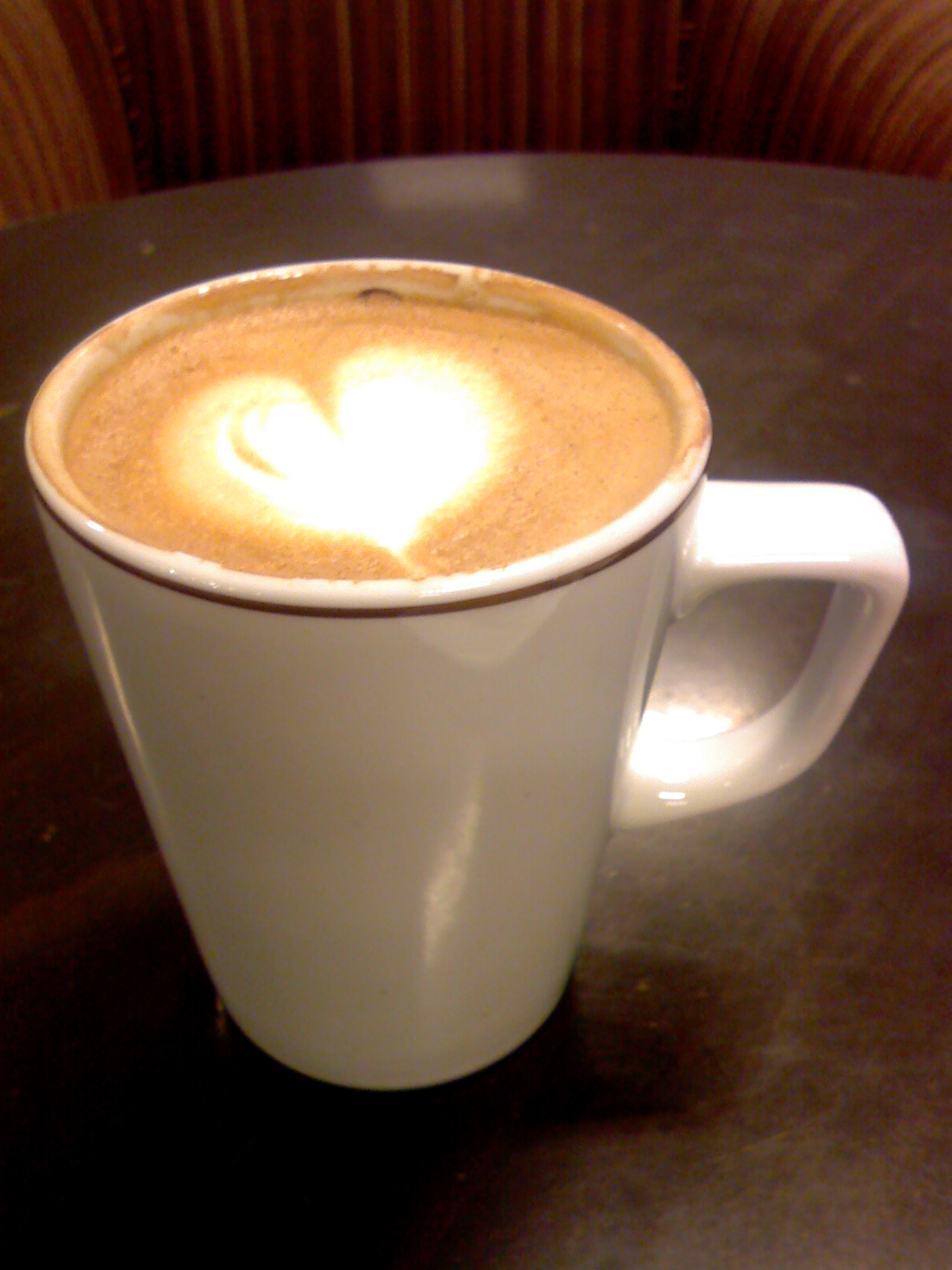
Macchiato

A lista a különböző országok kávévariációit gyűjti össze.

## Amerikai Egyesült Államok
- Georgia'n Ginger
- Kávés tej

## Ausztria
- Kapuziner – tradicionális bécsi kávé, tejszínhabbal
- Melange – hasonlít a latte macchiatóhoz; manapság olyan kávékészítményre alkalmazzák, ami tej és kávé keverékéből áll, Magyarországon gyakran egy mézréteg kerül az aljára. A hagyományos bécsi melange azonban kávé és tej fele-fele arányú keveréke a tetején tejhabbal.[1]
- Pharisäer – kávé rummal és tejszínnel

## Franciaország
- Café au lait – feketekávé felöntve habosított tejjel

## Görögország
- Frappé (Café frappé) – hideg, habosított, instant kávé, amihez jégkockákat adnak

## Indonézia
- Kopi Luwak – a közönséges pálmasodró ürülékéből válogatott kávébab-szemekből készült különlegesség.

## Írország
- Ír kávé (Irish coffee) – erősebb kávé whiskyvel

## Mexikó
- Café de olla – fahéjjal és cukornádból készült barnacukorral ízesített, hagyományosan agyagedényben készített kávé

## Németország
- Jegeskávé (Eiskaffee) – lehűtött kávé vaníliafagylalttal
- Tejeskávé (Milchkaffee) – fele tej, fele kávé

## Olaszország
- Ristretto – nagy nyomáson rövidre főzött kávé, mennyiségben a presszó kávé fele
- Cappuccino – eszpresszó kávéhoz felhabosított friss tejet adnak, 1/3 részben presszókávé, 2/3 részben forró, felhabosított tej, amely gyakran mintát képez a tetején, amit csokoládé sziruppal, fahéjjal, kakaóporral vagy más fűszerekkel is diszítenek
- Macchiato – „foltozott” kávé: eszpresszó, aminek a tetejére csak kevéske krémes tejet öntenek, amit a szépség miatt néha formáznak
- Latte macchiato – „foltozott tej”: a macchiatoval ellentétben ennél a krémes tejbe öntjük bele a kávét; a krémes tej, a kávé és a tejhab így alkot három réteget

## Portugália
- Bica – erősebb, feketébb kávé, amit kicsi csészéből isznak
- Galão – 1/4 rész kávét, 3/4 rész tejet tartalmazó kávéital
- Garoto –  kevés kávét és sok tejet tartalmazó gyerekeknek szánt kávéital
- Pingo (Bica Pingada) – Bica egy kevéske tejjel

## Spanyolország
- Spanyol kávé = Tia María + erősebb kávé

## Törökország
- Török kávé (Türk Kahvesi) – egy erősebb, édesebb feketekávé, amit kis kannában, kávézaccal együtt szolgálnak fel

## Lásd még
- Kávéreceptek a Wikikönyvekben